# Concerto per pianoforte e orchestra n. 1 (Rachmaninov)
Il Concerto per pianoforte e orchestra n. 1 in fa diesis minore, op. 1 di Sergej Vasil'evič Rachmaninov fu composto tra il 1890 e il 1891, all'età di diciannove anni, e poi revisionato nel 1917. Fu dedicato al cugino pianista Aleksandr Il'ič Ziloti.

## Storia della composizione

### Prima versione
Questa composizione fu il secondo tentativo di Rachamninov, tra il 1890 ed il 1891, di creare un concerto per pianoforte: nel 1889 egli aveva infatti iniziato e poi abbandonato la stesura di un concerto in do minore (la stessa tonalità nella quale avrebbe poi composto il suo secondo concerto). Agli studenti di composizione di solito veniva consigliato di utilizzare un modello specifico per i loro tentativi in una nuova forma musicale: nel caso di Rachmaninov questo fu il concerto per pianoforte e orchestra di Edvard Grieg. L'opera venne terminata il 6 luglio 1891 e il primo movimento fu eseguito il 17 marzo 1892 al conservatorio di Mosca, con il compositore come solista e Vasilij Safonov alla direzione d'orchestra.

### Revisione
Il pubblico aveva già familiarità con il secondo e terzo concerto per pianoforte, prima che il compositore nel 1917 revisionasse il primo concerto, che era un lavoro diverso dagli altri due: pur non avendo melodie così memorabili, era ricco di elementi di vivacità e impetuosità giovanile. Le differenze tra la versione originale e la revisione mostrano un grande sviluppo del compositore negli anni intercorsi. Si nota un considerevole assottigliamento delle parti orchestrali e solistiche: viene rimosso parecchio materiale che rendeva la partitura originale disorganica ed episodica.